# Valmet L-70
Valmet L-70 Vinka är ett finländskt skolflygplan som konstruerades på 1970-talet och för närvarande är det finländska flygvapnets grundskolflygplan. Vinka är ett helmetallplan med låg vingbas och fast landställ som används som skolflygplan. Flygplanet är tresitsigt där eleven och läraren sitter bredvid varann.

## Historia
I slutet på 1960-talet började man i Finland att fundera på en ersättare till skolflygplanet Saab 91D Safir. Den 15 september 1970 grundades Flygindustriella Utvecklingsprogrammet av Handels- och Industriministeriet för att främja utvecklingen av flygindustrin i Finland. Chef för organisationen blev DI Elias Järvineva. FU lade huvudvikten på utvecklingen av skolflygplanet med projektnamnet "LEKO-70". Elias Järvineva kom att bli huvudingenjör för projektet. Valmetin lentokonetehdas fick i uppdrag att bygga en prototyp för skolplanet LEKO-70. 
Kapten Paavo Janhunen flög LEKO-70 för första gången den 1 juli 1975 i Kuorevesi. Den andra testpiloten kom att bli ingenjörskapten Jyrki Laukkanen. Efter testprogrammet beställde det finländska flygvapnet 30 flygplan, som döptes till Valmet L-70 Vinka. Riksdagen godkände år 1976 anskaffandet av 30 flygplan. Den första serietillverkade Vinka-flygplanet flög den 29 december 1979. 
Vinka togs i bruk av flygvapnet 1980. De flesta Vinka-flygplanen var stationerade i Kauhava, där de användes för skolning av värnpliktiga piloter och kadetter, fram till slutet av 2005. Därefter flyttades de till Jyväskylä där de användes för samma uppgift. Idag kommer dock flyglärarna från Patria Aviation-företaget.
Man utvecklade en exportversion av flygplanet och byggde en prototyp. Prototypen kom att kallas Valmet L-70 Miltrainer (civilregisterbeteckning: OH-VAA. Inga affärer kom dock till stånd med flygplanet.

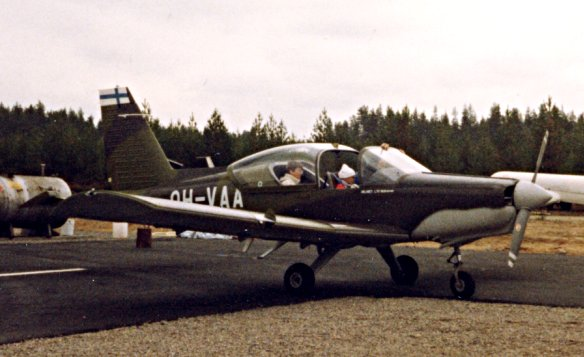
Valmet L-70 Miltrainer på flygfältet i Teisko 1983.

## Användning
- Finland